# Bielawy (powiat wąbrzeski)
Bielawy – wieś w Polsce położona w województwie kujawsko-pomorskim, w powiecie wąbrzeskim, w gminie Płużnica.
W latach 1975–1998 miejscowość należała administracyjnie do województwa toruńskiego. Według Narodowego Spisu Powszechnego (III 2011 r.) liczyła 79 mieszkańców. Jest piętnastą co do wielkości miejscowością gminy Płużnica.
W latach 1939–1942 dotychczasową nazwą wsi było Bilau, lecz po przeprowadzonej zamianie nazw miejscowości w Okręgu Rzeszy Gdańsk-Prusy Zachodnie, w latach 1942–1945 nazywała się Bilau, Kreis Kulm (Westpreussen).